# Sansevieria metallica
Dracaena metallica (Sansevieria metallica) es una especie de Dracaena Sansevieria perteneciente a la familia de las asparagáceas, originaria de  África.
Ahora se la ha incluido en el gen de Dracaena debido a los estudios moleculares de su filogenia.

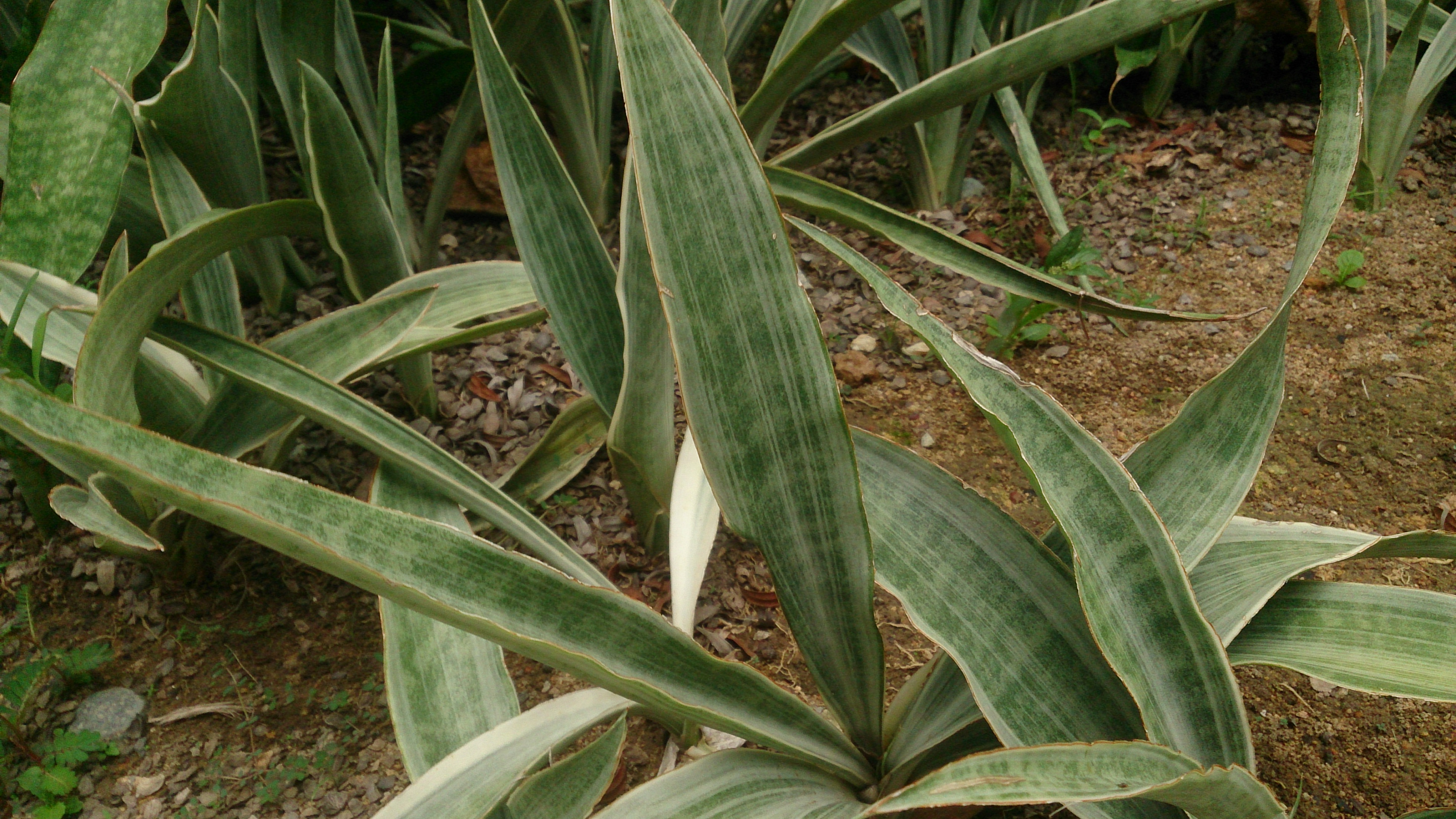
Vista de la planta

## Descripción
Es una planta herbácea rizomatosa y geófita que se encuentra desde Malaui a KwaZulu-Natal.

## Taxonomía
Sansevieria metallica fue descrita por Gérôme & Labroy y publicado en Bulletin du Muséum d'Histoire Naturelle 1903: 170, 193, f. 2, en el año 1903.
Etimología
Sansevieria nombre genérico que debería ser "Sanseverinia" puesto que su descubridor, Vincenzo Petanga, de Nápoles, pretendía dárselo en conmemoración a Pietro Antonio Sanseverino, duque de Chiaromonte y fundador de un jardín de plantas exóticas en el sur de Italia. Sin embargo, el botánico sueco Thunberg que fue quien lo describió, lo denominó Sansevieria, en honor del militar, inventor y erudito napolitano Raimondo di Sangro (1710-1771), séptimo príncipe de Sansevero.
metallica: epíteto latino que significa "metálico".
Variedades aceptadas
- Sansevieria metallica var. metallica

Sinonimia
- Acyntha metallica (Gérôme & Labroy) Chiov.[9]